# Ciklus (teorija grafova)
Ciklus, pojam iz teorije grafova. To je zatvorena staza u kojoj su svi unutarnji vrhovi (tj. svi vrhovi osim krajeva) međusobno različiti. Ako je graf povezan i bez ciklusa, onda je taj graf stablo. Staza je pozitivne duljine. Ciklus {\displaystyle C_{k}}, duljine {\displaystyle k}, naziva se {\displaystyle k}-ciklus. Ako je {\displaystyle k} paran onda je i {\displaystyle k}-ciklus paran, odnosno neparan ako je {\displaystyle k} neparan. U nekom grafu, ciklus predstavlja put u kojemu se prvi i posljednji vrh podudaraju. Duljinu najkraćeg ciklusa u grafu nazivamo struk grafa.